# Севостьянов, Сергей Валерьевич
Сергей Валерьевич Севостьянов (род. 24 июля 1980, Ангарск, Иркутская область) — российский хоккеист, защитник. Мастер спорта России международного класса. Тренер.

## Биография
Как и брат-близнец Михаил, воспитанник ангарского «Ермака», во многих командах они выступали вместе. Играл за команды «Ермак» (1996/97), «Лада-2» (1997/98) и «Лада» (Тольятти, 1997/98, 1998/99 — 2005/06), ЦСК ВВС (1998/99, 1999/2000, «Химик» Мытищи (2005/06 — 2006/07), «Металлург» Магнитогорск (2007/08), «Амур» (КХЛ, 2008/09), «Лада» (КХЛ, 2009/10), «Рубин» Тюмень (2010/11 — 2014/15), «Иртыш» Павлодар (Казахстан, 2015/16).
Серебряный и трехкратный бронзовый призёр чемпионата России. Обладатель Кубка европейских чемпионов (2008). Обладатель Братины. Бронзовый призёр чемпионата Казахстана.
Окончил ТГУ. Детско-юношеский тренер — Национальный хоккейный центр (2016—2018), Хоккейная академия Дениса Абдуллина (2018—2019), Академия Петрова (Красногорск).